# Leeuwarderadeel
Leeuwarderadeel (Ljouwerteradiel en frisó) és un municipi de la província de Frísia, al nord dels Països Baixos. L'1 de gener de 2009 tenia 10.412 habitants repartits per una superfície de 41,38 km² (dels quals 0,58 km² corresponen a aigua). Limita al nord amb het Bildt i Ferwerderadiel, a l'oest amb Menaldumadeel, a l'est amb Tytsjerksteradiel i al sud amb Ljouwert

## Administració
El consistori actual, després de les eleccions municipals de 2007, és dirigit per E. J. ter Keurs. El consistori consta de 15 membres, compost per:
- Gemeentenbelangen, 5 escons
- Crida Demòcrata Cristiana, (CDA) 3 escons
- Partit del Treball, (PvdA) 4 escons
- Partit Nacional Frisó, (FNP) 2 escons
- Partit Popular per la Llibertat i la Democràcia, (VVD) 1 escó

### Llista de burgmestres

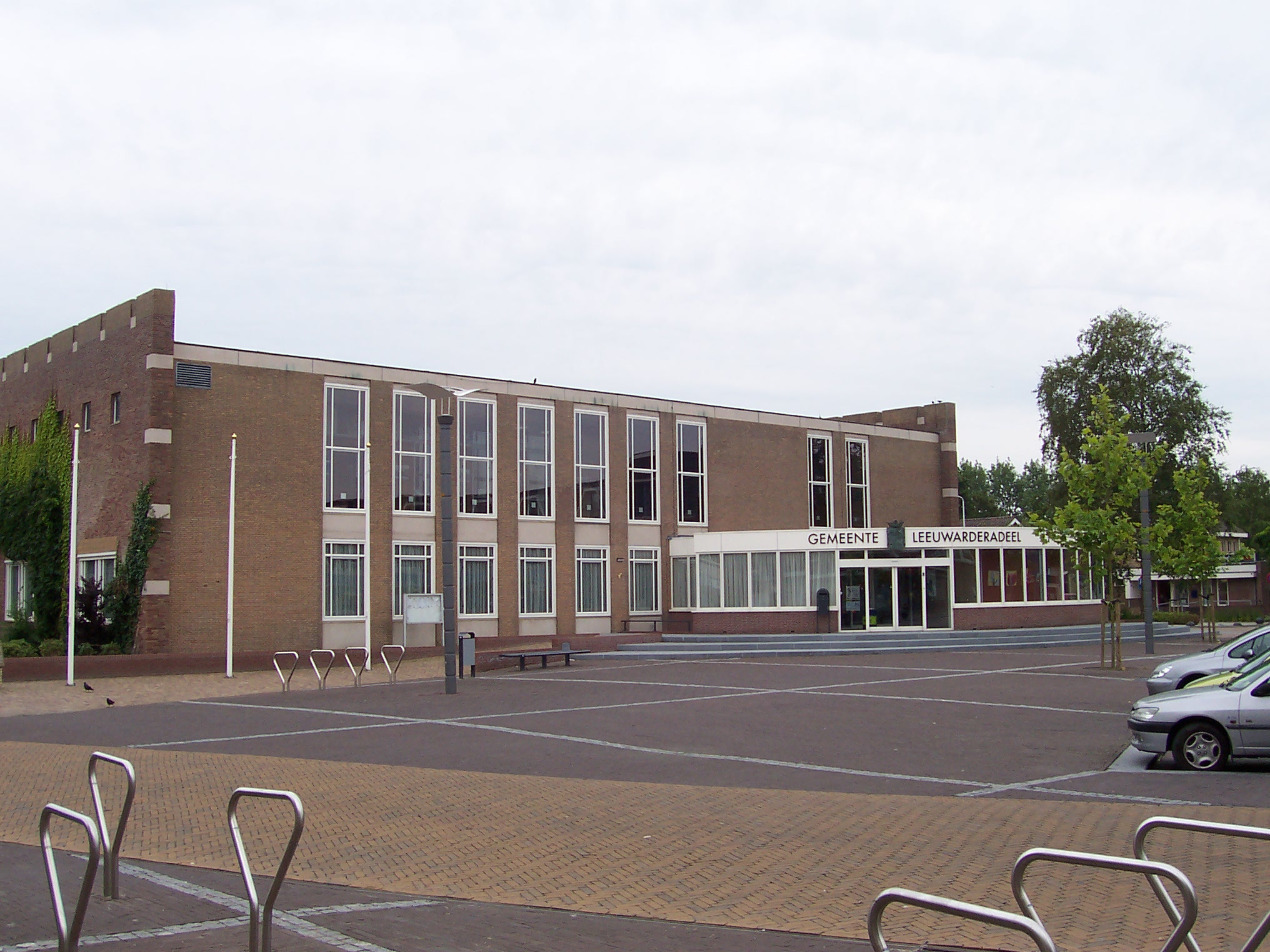
Ajuntament de Leeuwarderadeel

- 1816-1823 Jacob Nanning baron du Tour;
- 1823-1852 Vitus Valerius van Cammingha;
- 1853-1854 Jhr. Mr. W.E. Engelen;
- 1855-1865 Jhr. Mr. J. Minnema van Haersma de With;
- 1866-1882 F.C. Andreae;
- 1883-1884 P. Lycklama á Nijeholt;
- 1884-1886 I. Bolman;
- 1886-1914 Y. Oosterlo;
- 1914-1918 Jhr. Mr. J.M. van Beijma;
- 1918-1936 J.G. Jansonius;
- 1936-1951 Jhr. W.J.H. Hora Siccama;
- 1951-1962 Drs. A. de Boer;
- 1962-1969 H. Hellinga;
- 1969-1990 H. Boschma;
- 1990-1998 Mr. C. Bijl;
- 1998-2003 Mevr. W.Chr. Vroegindeweij;
- 2004- E.J. ter Keurs.